# لئون بلبولیان
لئون رافیکی بلبولیان (ارمنی: Լևոն Ռաֆիկի Բլբուլյան؛  زادهٔ ۱۵ ژوئن ۱۹۴۹) شاعر، ترجمه روزنامه‌نگار و نویسنده اهل ارمنستان بود.

## زندگی‌نامه
وی در ۱۵ ژوئن ۱۹۴۹ در گاوار به دنیا آمد و در دانشگاه دولتی کشاورزی ارمنستان (۱۹۷۱) و انستیو ادبیات ماکسیم گورکی (۱۹۹۰) فارغ‌التحصیل گشت. وی عضو اتحادیه نویسندگان ارمنستان است و در آوانگارد فعالیت می‌کند. همچنین برندهٔ جوایزی همچون مدال طلای وزارت فرهنگ جمهوری ارمنستان شده است.